# Hermann von Hase
Paul Hermann von Hase (* 13. Oktober 1880 in Leipzig; † 22. April 1945 in Kleinmachnow) war ein deutscher Verleger und Buchhändler.

## Leben
Er war der Sohn von Oskar von Hase und Bruder von Georg von Hase. Nach dem Besuch des Nikolaigymnasiums Leipzig wurde er 1900 Lehrling beim Elberfelder Buchhändler Bernhard Hartmann. Allerdings brach er diese Lehre ab und studierte bis 1904 Rechtswissenschaften in Jena und Leipzig. Bereits 1904 schloss er die Promotion mit einer Arbeit zum Erbrecht ab. Noch im selben Jahr begann er als Gehilfe im Verlag Breitkopf & Härtel, wurde 1906 Prokurist und 1910 Gesellschafter ohne Kapitalbeteiligung. Das Jahrbuch der Millionäre schätzte sein Vermögen auf 2,9 Millionen Mark. Während seiner Zeit erwarb er die deutschen Rechte an den Werken des finnischen Komponisten Jean Sibelius. Mit Max Reger war er befreundet und verlegt einige seiner Werke. Außerdem war er für die Filialen in Berlin, Brüssel, London und New York verantwortlich. Schließlich kam es aufgrund seines Charakters zum Streit mit seinem Vater und er schied 1914 aus dem Unternehmen aus.
Im Ersten Weltkrieg trat von Hase dem Roten Kreuz bei und arbeitete einen Monat lang in einer Verpflegungsstation in Charleroi, doch nach nur einem Monat wurde er wieder entlassen. Zum 1. Januar 1915 wurde er Gesellschafter ohne Kapitalbeteiligung und Leiter des Verlages Koehler & Amelang, nachdem der vorherige Herausgeber Wolfgang Koehler in der Marneschlacht gefallen war. Zeitweise wurde er zum Wehrdienst eingezogen und war als Reserveoffizier in Reims und Auberive eingesetzt, wo er das Eiserne Kreuz zweiter Klasse erhielt.
Nach dem Krieg wurde er 1918 Vorstandsmitglied im fusionierten Koehler & Volckmar-Verlag, wo er den vorgenannten Verlag leitete. Dort verlegte er vor allem Autobiografien. Nach einem Konflikt mit seinen Geschäftspartnern schied er 1938 aus dem Verlag aus. Danach gründete er 1938 mit seinem Stiefsohn Karl Koehler den „v. Hase & Koehler“ Verlag, wo er erneut mit Breitkopf & Härtel zusammenarbeitete und erneut Biografien verlegte. Zu seinen Verlagsprodukten zählte u. a. noch im gleichen Jahr die Neuauflage von Baldur von Schirachs Buch „Hitler-Jugend, Idee und Gestalt“.
Während der Schlacht um Berlin trat er dem Volkssturm bei und starb am 22. April 1945 in Kleinmachnow.

## Familie
Am 30. Mai 1905 heiratete er Elisabeth von Schwarze (* 28. Dezember 1883 in Dresden; † 29. September 1968 in Leipzig), Tochter von Reichsgerichtsrat Hans von Schwarze. Die beiden hatten die Töchter Elisabeth und Ingeborg. Von seiner ersten Frau trennte er sich 1918 und heiratete am 9. November Else Koehler (* 20. Oktober 1883 in Leipzig; † 2. Mai 1945 in Berlin), die Witwe seines Geschäftsvorgängers. Sie brachte die vier Kinder Hans, Gertrud, Karl und Konrad mit in die Ehe. Zusammen hatten sie die Kinder Rüdiger (* 1920) und Brigitte (* 1922). Seine Frau und die Kinder starben Ende April in ihrem Haus in Berlin-Dahlem.

## Publikationen
- Die rechtliche Stellung des Vorerben zur Erbschaft nach deutschem bürgerlichen Gesetzbuch, Dissertation, 1904
- Johann Adam Hiller und Breitkopfs, 1919
- Beiträge zur Breitkopfschen Geschäftsgeschichte, 1920